# Wladyslaw Manafow
Wladyslaw Serhijowytsch Manafow (ukrainisch Владислав Сергійович Манафов, englisch Vladyslav Manafov; * 22. April 1993 in Kiew) ist ein ukrainischer Tennisspieler.

## Karriere
Manafow, der mit fünf Jahren mit Tennis begann, zeigt schon vielversprechende Ergebnisse auf der ITF Junior Tour. Dabei war er besonders im Doppel erfolgreich. Er erreichte mit seinem Partner Maxim Dubarenco 2011 das Halbfinale bei den French Open und verlor im selben Jahr bei den US Open im Doppel erst das Finale. In der Junior-Weltrangliste erreichte er mit Platz 16 sein bestes Ergebnis.
Bei den Profis spielte Manafow 2011 erstmals Turniere auf der ITF Future Tour und war Ende des Jahres in der Weltrangliste platziert. 2012 gewann er im Doppel bei Futures bereits sieben Titel und stand Ende des Jahres auf Platz 285, während er im Einzel noch wenige Matches gewinnen konnte. Im März 2012 kam er zudem zu seinem Debüt für die ukrainische Davis-Cup-Mannschaft, für die er gegen Zypern sein erstes Match gewann. In den weiteren Jahren bis Ende 2016 spielte der Ukrainer ausschließlich Futures. Erfolge stellten sich dabei auch im Einzel ein. 7 Titel konnte er im Einzel gewinnen und er schaffte über die Jahre kontinuierlich eine Steigerung, sodass er 2016 erstmals in den Top 400 stand. Im Doppel stehen dem 26 Titel gegenüber und ein Platz in den Top 300. 2016 spielte er in Izmir auch eines seiner ersten Turniere auf der ATP Challenger Tour. Hier erreichte er auf Anhieb im Doppel das Halbfinale.
2017 spielte Manafow neben Futures, von denen er weitere 10 gewann, auch vermehrt Challengers, schaffte dort aber keinen Durchbruch, während im Einzel im Februar mit Platz 327 das bisherige Karrierehoch erreicht wurde. Im Doppel steigerte er sich im Folgejahr noch. Nach zwei Future-Titeln Anfang 2018 spielte er dank des verbesserten Rankings wieder viele Challengers und kam dort in Qarshi mit seinem Partner Timur Chabibulin zu seinem ersten Titel auf diesem Niveau. Wenig später erreichte er in Almaty und Fargʻona weitere Finals, die beide verloren gingen. Dennoch stand er mit Platz 162 im Doppel im Juni auf einem neuen Karrierehoch.

## Erfolge
| Legende (Anzahl der Siege)  |
| Grand Slam                  |
| ATP World Tour Finals       |
| ATP World Tour Masters 1000 |
| ATP World Tour 500          |
| ATP World Tour 250          |
| ATP Challenger Tour (9)     |

### Doppel

#### Turniersiege
| Nr. | Datum            | Turnier                  | Belag         | Partner                | Finalgegner                            | Ergebnis          |
| --- | ---------------- | ------------------------ | ------------- | ---------------------- | -------------------------------------- | ----------------- |
| 1.  | 13. Mai 2018     | Qarshi                   | Hartplatz     | Timur Chabibulin       | Sanjar Fayziyev Joʻrabek Karimov       | 6:2, 6:1          |
| 2.  | 19. Juni 2021    | Almaty                   | Sand          | Witalij Satschko       | Corentin Denolly Adrián Menéndez       | 6:1, 6:4          |
| 3.  | 30. Juli 2022    | San Benedetto del Tronto | Sand          | Oleh Prychodko         | Fábián Marozsán Lukáš Rosol            | 4:6, 6:3, [12:10] |
| 4.  | 27. August 2022  | Banja Luka               | Sand          | Oleh Prychodko         | Fabian Fallert Hendrik Jebens          | 6:3, 6:4          |
| 5.  | 11. Februar 2023 | Vilnius                  | Hartplatz (i) | Iwan Ljutarewitsch     | Arjun Kadhe Daniel Masur               | 6:0, 6:2          |
| 6.  | 18. Februar 2023 | Cherbourg                | Hartplatz (i) | Iwan Ljutarewitsch     | Karol Drzewiecki Kacper Żuk            | 7:610, 7:67       |
| 7.  | 15. April 2023   | Madrid                   | Sand          | Iwan Ljutarewitsch     | Patrik Niklas-Salminen Bart Stevens    | 6:4, 6:4          |
| 8.  | 5. August 2023   | San Marino               | Sand          | Iwan Ljutarewitsch     | Théo Arribagé Luca Sanchez             | 6:4, 7:68         |
| 9.  | 1. Juni 2024     | Vicenza                  | Sand          | Patrik Niklas-Salminen | Andre Begemann Niki Kaliyanda Poonacha | 6:3, 6:4          |